# 神無月
神無月（かみなづき、かんなづき（「かむなづき」とも表記される）、かみなしづき、かみなかりづき）は日本における旧暦10月の異称。今日では新暦10月の異称としても用いられる場合も多い。「神無」を「神が不在」と解釈するのは語源俗解である。また、この俗解が基になって更にさまざまな伝承を生じることになった（後述）。

## 語源
「神無月」の語源は不詳である。有力な説として、神無月の「無・な」が「の」にあたる連体助詞「な」で「神の月」というものがあり、『日本国語大辞典』もこの説を採っている（後述）。「水無月」が「水の月」であることと同じである（6月#水無月の語源）。
「（伊勢神宮・内宮に居る天照大御神以外の）神々が出雲に集まって翌年について会議するので出雲以外には神がいなくなる」という説は、平安時代以降の後付けで、出雲大社の御師が全国に広めた語源俗解である。なお、月名についての語源俗解の例としては、師走（12月）も有名である。
御師の活動がなかった沖縄県においても、旧暦10月にはどの土地でも行事や祭りを行わないため、神のいない月として「飽果十月」と呼ばれる。
『日本国語大辞典』は語義の冒頭に、「「な」は「の」の意で、「神の月」すなわち、神祭りの月の意か。俗説には、全国の神々が出雲大社に集まって、諸国が「神無しになる月」だからといい、広く信じられた」とし、語源説として次の11説を列挙している。
1. 諸神が出雲に集合し、他の地では神が不在になる月であるから〔奥義抄、名語記、日本釈名〕
2. 諸社に祭りのない月であるからか〔徒然草、白石先生紳書〕
3. 陰神崩御の月であるから〔世諺問答、類聚名物考〕
4. カミナヅキ（雷無月）の意〔語意考、類聚名物考、年山紀聞〕
5. カミナヅキ（上無月）の義〔和爾雅、類聚名物考、滑稽雑談、北窓瑣談、古今要覧稿〕
6. カミナヅキ（神甞月）の義〔南留別志、黄昏随筆、和訓栞、日本古語大辞典=松岡静雄〕[8]
7. 新穀で酒を醸すことから、カミナヅキ（醸成月）の義〔嚶々筆語、大言海〕
8. カリネヅキ（刈稲月）の義〔兎園小説外集〕
9. カはキハ（黄葉）の反。ミナは皆の意。黄葉皆月の義〔名語記〕
10. ナにはナ（無）の意はない。神ノ月の意〔万葉集類林、東雅〕
11. 一年を二つに分ける考え方があり、ミナヅキ（六月）に対していま一度のミナヅキ、すなわち年末に近いミナヅキ、カミ（上）のミナヅキという意からカミナヅキと称された〔霜及び霜月=折口信夫〕

## 「神無」が基になった伝承
出雲に神々が集まるから「神無月」と呼ぶという民間語源が元になって、逆に出雲地方には神々が集まるだろうという俗信が生じ、出雲地方では、10月が神在月（かみありづき、あるいは神有月）と呼ばれるようになった。したがって、これも一種の民間語源である。
この俗説も、中世には唱えられていた。

### 神迎えから神送り

#### 出雲
出雲では、出雲大社ほかいくつかの神社で旧暦10月に「神在月」の神事が行われる。
- 旧暦10月10日の夜、記紀神話において国譲りが行われたとされる稲佐浜で、全国から参集する神々を迎える「神迎祭」が行われる。その後、旧暦10月11日から17日まで出雲大社で会議が行われるとして、その間「神在祭」が行われる。旧暦10月18日には、各地に帰る神々を見送る「神等去出祭」が出雲大社拝殿で行われる。出雲大社の荒垣内には、神々の宿舎となる「十九社」がある。
- 日御碕神社（出雲市大社町）・朝山神社（出雲市朝山町）・万九千神社（出雲市斐川町）・神原神社（雲南市加茂町）・佐太神社（松江市鹿島町）・売豆紀神社（松江市雑賀町）・神魂神社（松江市大庭町）・多賀神社（松江市朝酌町）でも神在祭にまつわる神事が行われる。
- この他、島根県西部（石見地方）では、同時期に多数の社中が地元の各神社において、神迎えの祭事として石見神楽を奉納する。

#### 飯綱山
長野県小諸市の飯縄山では、神無月に小諸や佐久地域の神々を出雲へ送る「神送り」を行った。また、出雲から帰ってきた神々を迎える「神迎え」も盛大に挙行された。神送りや、神迎えの時に松明を燃やす伝統があった。その火により明治時代に火災が発生し、この行事は中断されたままになっている。

### 参集する神々と留守神
出雲に行くのは大国主神系の国津神だけであるという説や、天照大神を始めとする天津神も出雲に行くという説もあり、この考えと一致するような、「出雲に出向きはするが、対馬の天照神社の天照大神は、神無月に出雲に参集する諸神の最後に参上し、最初に退出する」と言う伝承もある。

#### 諏訪大社
伝承によれば、諏訪大社の祭神の諏訪明神が龍（蛇）の姿を取り出雲へ行ったが、あまりにも巨大であったため、それに驚いた出雲に集まった神々が、気遣って「諏訪明神に限っては、出雲にわざわざ出向かずとも良い」ということになり、神無月にも諏訪大社に神が有ることから神在月とされている。

#### 鍵取明神
能登では、10月に神々が出雲に集っている間にも、宝達志水町の志乎神社の神だけはこの地にとどまり能登を守護するという。そのためこの神社は「鍵取明神」と呼ばれる。なお、志乎神社は素盞嗚尊・大国主命・建御名方神を祭神とするが、能登にとどまるのは建御名方神である。

#### 留守神
伝承で神無月には家に祀られている荒神も含めて出雲に旅立つとする地域がある（東京都世田谷区など）。
一方で出雲には出向かない祭神が存在するとしている地域もあり「留守神」と呼ばれている。留守神には荒神や恵比須神が宛てられることが多く、10月に恵比須を祀る恵比須講を行う地方もある。
- 山口県相島では竈の神様である荒神を留守神としている[12]。
- 群馬県大泉町では荒神と恵比須神を留守神としており、伝承では荒神は子が多く連れていけないため留守番をしているという[12]。
- 群馬県大胡町では荒神には子が多いため出雲には行かないという伝承があり留守神となっている[12]。
- 福島県石城地域では荒神には眷族（けんぞく）が多いため遠慮して出かけないという伝承があり留守神となっている[12]。

江戸時代、地震は地中の大鯰（おおなまず）が動くことが原因と考えられていたが、鹿島神宮では安政の大地震が10月に起きたことから、要石で大鯰を押さえつけていた祭神の鹿島大明神が不在で、さらに留守番をしていた恵比須神が居眠りをしたために起きたという伝承があり、鯰絵にも描かれている。